# Сюзън Джонсън
 Тази статия е за американската писателка.  За австралийската писателка вижте Сюзън Джонсън (австралийска писателка).  
Сюзън Джонсън (на английски: Susan Johnson) е американска писателка на бестселъри в жанра еротични романтични и исторически романи. Пише и под псевдонимите Джил Баркин (на английски: Jill Barkin) и С.С. Гибс (на английски: CC Gibbs).

## Биография и творчество
Сюзън Джонсън е родена на 7 юли 1939 г. в Хабинг, Минесота, САЩ, и е потомка на фамилия финландски имигранти (Сюзън Джонсън има рождено име Sushan Maria Qiangsen). Родена в малък град Сюзън е имала много възможности да използва въображението си, за да се забавлява.
След завършване на колежа се омъжва за първия си съпруг, Пат Маккей, през 1957 г. Имат две деца – Шейн Джонсън и Нанси Кер. Започва да учи в Университета на Минесота, който завършва с бакалавърска степен през 1960 г.
През 1966 г. се омъжва за втория си съпруг, Крейг Джонсън, който е по-млад от нея. Учи отново в Университета на Минесота и завършва с магистърска степен през 1969 г.
Работи дълго време в Университета на Минесота като куратор по история на изкуството. Във връзка с работата си Сюзън чете много от книгите от библиотеката на университета.
Според легендата една вечер в леглото Сюзън захвърля с отвращение книгата, която чете, и коментира със съпруга си, който гледа телевизия, колко зле е написан романа. Той и отговаря самата тя да напише книга, щом има виждане за литературата. Приемайки предизвикателството тя написва три глави и ги изпраща на издателство „Плейбой“ за мнение. Неочаквано получава писмо от редакторката Нанси Кофи за останалата част от ръкописа. Взема три седмици отпуск и написва черновата. Следват още няколко месеца за корекции.
Следват още няколко романа, които я правят популярна. В края на 80-те тя напуска университета и се отдава на писателското си поприще.
През 1979 г. излиза първият ѝ роман Степното цвете „Seized By Love“ като джобно издание на „Плейбой“. Той дава началото на нейния стил на творчество – свързването на исторически събития с тяхната романтично еротична интерпретация на отношенията.
Нейните творчески оживени герои неизменно са богати аристократи – очарователни и арогантни мъже, които правят любов, яздят коне, ходят на лов за дивеч, участват в политиката, планират военна стратегия, играят хазарт и оценят добрите питиета. Героините и също са силни жени, които мимикрират със своята нежност, но налагат своята воля. Всички те имат жажда за живот, за приключения, за един за други, за гореща любов. Нейните истории не са за хора със слаби сърца.
Добрите проучвания за реалните личности и историческата насоченост на романите и дава особен чар на сюжета без да потисне романтиката му. Произведенията на Сюзън Джонсън се отличават с иронично остроумие и с множество гледни точки, което ги прави запомнящи се и търсени.
Сюзън Джонсън живее от 1999 до 2012 г. в Бундокс, близо до Норт Бранч, Минесота.

## Произведения

### Произведения написани като Сюзън Джонсън
Поради неколкократните преиздавания на романите от различни издателства често се бърка годината на първото издание и поредността

#### Самостоятелни романи
- The Play (1987)
- Чист грях, Pure Sin (1994)
- Temporary Mistress (2000)
- Seduction in Mind (2001)
- Tempting (2002)
- Again and Again (2002)
- Pure Silk (2004)

#### Серия „Династия Кузин“ (Kuzan dynasty)
1. Степното цвете, Seized by Love (1979)
2. Love Storm (1981)
3. Бялата графиня, Sweet Love, Survive (1985)
4. A Storm of Desire (2013)

#### Серия „Кари“ (Carre)
1. Любов извън закона, Outlaw (1993)
2. To Please a Lady (1999)

#### Серия „Дарли“ (Darley)
1. When You Love Someone (2006)
2. When Someone Loves You (2006)
3. At Her Service (2008)

#### Серия „Брадок“ (Braddock)
1. Забраненият плод, Forbidden (1991)
2. Блейз, Blaze (1986)
3. Сребърен пламък, Silver Flame (1988)
4. Заложник на греха, Brazen (1995)
5. Force of Nature (2003)

#### Серия „Сейнт Джон – Дюрас“ (St.John / Duras)
1. Грешница, Sinful (1993)
2. Табу, Taboo (1996)
3. Дете на порока, Wicked (1997)
4. Грехопадение, Touch of Sin (1999)
5. Любовникът, Legendary Lover (2000)

#### Серия „Руснаци“ (Russian)
1. Golden Paradise (1990)
2. Seized by Love (1994)
3. Love Storm (1995)
4. Sweet Love Survive (1996)

#### Серия „Книжарница Брутън Стрийт“ (Bruton Street Bookstore)
1. Gorgeous As Sin (2009)
2. Sexy As Hell (2010)
3. Sweet as the Devil (2011)
4. Seductive as Flame (December 2011)

#### Серия „Горещи съвременници“ (Hot Contemporaries)
1. Blonde Heat (2002)
2. Hot Legs (2005)
3. Hot Pink (2003)
4. Hot Spot (2005)
5. Парещи следи, Hot Streak (2004) – под псевдонима Джил Баркин
6. Френска целувка, French Kiss (2006)
7. Wine, Tarts and Sex (2007)
8. Hot Property (2008)

#### Сборници
- Rough Around the Edges (1998) – с Дий Холмс, Стефани Лорънс и Ейлийн Уилкс, новела „Playing with Fire“
- Captivated: Tales of Erotic Romance (1999) – с Тия Дивайн, Робин Шони и Бъртрис Смол, новела „Bound and Determined“
- Naughty, Naughty (1999) – с Адриане Лий, Леандра Логан и Ан Мари Уинстън, новела „A Tempting Wager“
- Fascinated (2000) – с Тия Дивайн, Робин Шони и Бъртрис Смол, новела „Risking it All“
- Delighted (2002) – с Ники Донован, Лиз Мадисън и Бъртрис Смол, новела „Out of the Storm“ продължение на романа „Tempting“
- Taken by Surprise (2003) – с Тия Дивайн и Катрийн Онийл, новела „From Rissia, with Love“
- Strangers in the Night (2004) – с Катрийн Онийл и Пам Розентал, новела „Natural Atraction“
- Not Just for Tonight (2005) – с Катрийн Онийл и Даян Уайтсайд, новела „American Beauty“
- Twin Peaks (2005) – с Жасмин Хайнс, новела „The Wedding Suprise“
- Perfect Kisses (2007) – със Силвия Дей и Ноел Маск, новела „School for Scandal“
- Undone (2010) – с Тери Брисбейн и Мери Уайн, новела „As You Wish“

### Произведения написани като С.С.Гибс

#### Серия „Всичко или нищо“ (All or Nothing)
1. All He Wants (2013)
2. All He Needs (2013)

#### Самостоятелни романи
- Knight's Mistress (2012)
- Knight's Retreat (2013)

### Нови романи на Сюзън Джонсън
няма още класиране по серии
- Alone With You (2012)
- At Her Command (2012)
- At Your Mercy (2012)
- The Heat of the Night (2012)
- Indecent Attraction (2012)
- Intensity Laid Bare (2012)
- Mistress at Midnight (2012)
- Our Bodies Entwined (2012)
- Surrender to You (2012)
- The Sweetest Taboo (2012)
- Temptation Laid Bare (2012)
- Venus Laid Bare (2012)
- Burning Touch (2013)
- Illicit Embrace (2013)
- Insatiable Desire (2013)
- Promise Laid Bare (2013)
- Desire Laid Bare (2013)
- Forbidden Pleasure (2013)
- French Caress (2013)
- Hidden Fantasies (2013)
- Lovers and Rivals (2013)
- Only For You (2013)
- Rapture (2013)
- Secrets and Sins (2013)
- A Seductive Flame (2013)
- Sinful Dreams (2013)
- Wicked Fascination (2013)